# Гильдия киноактёров США
Гильдия киноактёров США (англ. Screen Actors Guild, SAG) — бывший профессиональный союз, представлявший более 120 000 актёров, работающих в США. Гильдия создана в 1933 году с целью ликвидации эксплуатации актёров в Голливуде. Гильдия занималась: ведением переговоров и соблюдением коллективных договоров, созданием справедливой системы компенсаций, льгот и условий труда для своих членов; соблюдением авторских прав.
С 1995 года гильдия ежегодно вручает награды Гильдии киноактеров, которые считаются показателем успеха на церемонии вручения премии «Оскар». В марте 2012 года Гильдия киноактёров США (SAG) и Американская федерация актёров телевидения и радио (AFTRA) объединились в единый профсоюз SAG-AFTRA. Эта награда продолжается под тем же названием SAG-AFTRA.
Помимо основных офисов в Голливуде, SAG также имеет местные отделения в нескольких крупных городах США, включая Атланту, Бостон, Чикаго, Даллас, Денвер, Детройт, Гонолулу, Хьюстон, Лас-Вегас, Майами, Нэшвилл, Нью-Йорк, Новый Орлеан, Филадельфия, Финикс, Портленд, Солт-Лейк-Сити, Сан-Диего, Сан-Франциско, Сиэтл и Вашингтон (округ Колумбия).

## История

### Ранние годы
В 1925 году актёры, недовольные изнурительным рабочим временем на голливудских студиях, создали частный Masquers Club. Это было одной из главных проблем, которая привела к созданию Гильдии киноактеров в 1933 году. Другая причина заключалась в том, что Академия кинематографических искусств и наук, которая в то время занималась судами между продюсерами и актёрами по контрактным спорам, имела политику членства, которое было только по приглашению. Встреча в марте 1933 года шести актёров (Бертон Черчилль, Чарльз Миллер, Грант Митчелл, Ральф Морган, Олден Гей и Кеннет Томсон) привела к основанию гильдии. Три месяца спустя трое из этих шести актёров и восемнадцати других присоединившихся стали первыми должностными лицами и советом директоров гильдии: Ральф Морган (её первый президент), Олден Гэй, Кеннет Томсон, Алан Маубрэй (который лично финансировал организацию, когда она была впервые основана), Леон Эймс, Тайлер Брук, Клэй Клемент, Джеймс Остин Глисон, Люсиль Уэбстер Глисон, Борис Карлофф, Клод Кинг, Ноэль Мэдисон, Реджинальд Мэйсон, Брэдли Пейдж, Уиллард Робертсон, Иван Симпсон, Чарльз Обри Смит, Чарльз Старретт, Ричард Такер, Артур Винтон , Морган Уоллес и Лайл Талбот.

### Черный список
В октябре 1947 года члены списка, подозреваемые в симпатии к коммунизму, работающие в голливудской киноиндустрии, были вызваны в Комитет Палаты представителей по антиамериканской деятельности (HUAC), который расследовал влияние коммунистов на голливудские профсоюзы. Десять из вызванных, позднее получивших прозвище «Голливудская десятка», отказались сотрудничать, за что были обвинены в неуважении к Конгрессу и приговорены к тюремному заключению. Несколько либеральных членов SAG во главе с Хамфри Богартом, Лорен Бэколл, Дэнни Кей и Джином Келли сформировали Комитет по защите Первой поправки (CFA), продемонстрировавший поддержку голливудской десятке.

## Национальный женский комитет
Индустрия развлечений остается одной из отраслей с наибольшим гендерным неравенством в Соединённых Штатах. Национальный женский комитет действовал в соответствии с Декларацией о целях по содействию равным возможностям трудоустройства для женщин-членов SAG. Он также поощрял положительный образ женщин в кино и на телевидении, чтобы положить конец сексуальным стереотипам. Женский комитет SAG был посвящен работе над достижением стратегических целей, принятых на Четвертой Всемирной конференции по положению женщин в Пекине в 1995 году. Эти цели включали в себя поддержку исследований по всем аспектам репрезентации женщин, чтобы определить области, требующие внимания и действий. Женский комитет SAG Hollywood Division также призвал средства массовой информации воздерживаться от представления женщин как низших существ и эксплуатации их в качестве сексуальных объектов и товаров.

## Президенты
- Ральф Морган 1933, 1938—1940.
- Эдди Кантор 1933—1935.
- Роберт Монтгомери 1935—1938, 1946—1947.
- Эдвард Арнольд 1940—1942.
- Джеймс Кэгни 1942—1944.
- Джордж Мерфи 1944—1946.
- Рональд Рейган 1947—1952, 1959—1960.
- Уолтер Пиджон 1952—1957.
- Леон Эймс 1957—1958.
- Ховард Кил 1958—1959.
- Джордж Чендлер 1960—1963.
- Дэна Эндрюс 1963—1965
- Чарлтон Хестон 1965—1971.
- Джон Гэвин 1971—1973.
- Деннис Уивер 1973—1975.
- Кэтлин Нолан 1975—1979 (первая женщина).
- Уильям Шаллерт 1979—1981
- Эдвард Аснер 1981—1985
- Патти Дьюк 1985—1988
- Барри Гордон 1988—1995
- Ричард Мазур 1995—1999
- Уильям Дэниелс 1999—2001
- Мелисса Гилберт 2001—2005
- Алан Розенберг 2005—2009
- Кен Ховард 2009—2012
- Габриель Картерис 2016—...

## Премия
С 1995 года вручает собственную премию «Гильдии киноактёров» актёрам за выдающееся исполнение ролей по различным номинациям (для кино и телевидения).

### Кинономинации
- Лучший актёрский состав
- Лучший каскадёрский ансамбль
- Лучшая женская роль
- Лучшая мужская роль
- Лучшая женская роль второго плана
- Лучшая мужская роль второго плана

### Теленоминации
- Лучший каскадёрский ансамбль в телефильме или мини-сериале
- Лучшая женская роль в телефильме или мини-сериале
- Лучшая мужская роль в телефильме или мини-сериале
- Лучший актёрский состав в драматическом сериале
- Лучшая женская роль в драматическом сериале
- Лучшая мужская роль в драматическом сериале
- Лучший актёрский состав в комедийном сериале
- Лучшая женская роль в комедийном сериале
- Лучшая мужская роль в комедийном сериале

### Специальные номинации
- Премия за вклад в кинематограф